# جون غيرد
جون غيرد (بالإنجليزية: Jon Gjerde)‏ هو مؤرخ أمريكي، ولد في 25 فبراير 1953، وتوفي في 26 أكتوبر 2008.